# Susulus venustus
Susulus venustus är en bäcksländeart som först beskrevs av Jewett 1965.  Susulus venustus ingår i släktet Susulus och familjen rovbäcksländor. Inga underarter finns listade i Catalogue of Life.